# Franciszek Październik
Franciszek Stefan Październik (ur. 30 września 1950 w Oławie) – polski ekonomista; urzędnik; samorządowiec, burmistrz Oławy w latach 2002–2014.

## Życiorys
Urodził się w 1950 roku w Oławie. Jest absolwentem Akademii Ekonomicznej im. Oskara Lange we Wrocławiu, gdzie uzyskał tytuł magistra ekonomii. Bezpośrednio po ukończeniu studiów, podjął w 1975 roku pracę w rodzinnej miejscowości w urzędzie miejskim, przechodząc przez wszystkie szczeble urzędniczej kariery zawodowej. Między innymi w latach 1985–1990 sprawował funkcję zastępcy naczelnika Oławy.
Po transformacji ustrojowej w 1989 roku zdecydował się kandydować w pierwszych demokratycznych wyborach samorządowych do nowo powstałej Rady Miejskiej w Oławie. Mandat radnego sprawował nieprzerwanie przez kolejne kadencję do 2002 roku. Ponadto w latach 1994–2002 pełnił funkcję zastępcy burmistrza Oławy. 10 listopada 2002 roku został wybrany burmistrzem Oławy w II turze w pierwszych bezpośrednich wyborach na to stanowisko z ramienia lokalnego Komitetu Wyborczego Wyborców Bezpartyjny Blok Samorządowy. W 2006 roku także kandydował na urząd burmistrza, pokonując w II turze wyborów swoją kontrkandydatkę, Ewę Leszczak i pozostając na swoim urzędzie na kolejną kadencję. W 2010 roku ponownie triumfował w II turze wyborów na burmistrza Oławy.
W czasie jego kilkunastu lat rządów doszło m.in. do utworzenie w Oławie podstrefy wałbrzyskiej specjalnej strefy ekonomicznej „Invest Park”, co dało około 2500 nowych miejsc pracy. Rozwinęło się budownictwo mieszkaniowe – jedno- i wielorodzinne. Wprowadzona została nowoczesna gospodarka odpadami komunalnymi. Powstała kryta pływalnia „Termy Jakuba”. Zrewitalizowano budynek Ratusza, w którym mieści się nowoczesna biblioteka miejska, zmodernizowano budynek po dawnym kinie Odra, a także nastąpiła modernizacja obiektów sportowych.
W 2014 roku zrezygnował z dalszego ubiegania się o reelekcję. Zdobył natomiast mandat radnego z ramienia Bezpartyjnego Bloku Samorządowego w Radzie Powiatu Oławskiego, który sprawował do końca kadencji w 2018 roku. Ponadto zatrudniony był jako doradca burmistrza Oławy na 1/2 etatu do swojego przejścia na emeryturę w 2015 roku.